# النا روخو
اِلنا روخو (اسپانیایی: Helena Rojo‎؛ زادهٔ ۱۸ اوت ۱۹۴۴ – درگذشتهٔ ۳ فوریه ۲۰۲۴) یک هنرپیشه اهل مکزیک بود.
از فیلم‌ها یا برنامه‌های تلویزیونی که وی در آن نقش داشته است می‌توان به آگیره، خشم پروردگار اشاره کرد.